# Arturo Vidal
Arturo Erasmo Vidal Pardo (Santiago, 22 de maio de 1987) é um futebolista chileno que atua como volante. Atualmente joga no Colo-Colo e pela Seleção Chilena.

## Carreira

### Colo-Colo
Seu potencial foi descoberto por seu tio, mais tarde, juntou-se aos jovens jogadores do Colo-Colo.
Vidal estreou como profissional na primeira partida da final do Apertura 2006. A partida foi entre Colo-Colo e o arqui-rival Universidad de Chile. Vidal entrou como substituto de Gonzalo Fierro. Colo-Colo venceu o jogo por 2–1 e conquistou o campeonato. Na temporada seguinte (2006 Clausura Tournament), ele se tornou uma parte mais importante do plantel e levou o Colo-Colo para o segundo título consecutivo. Vidal marcou três gols na Copa Sul-Americana de 2006.

### Bayer Leverkusen
O Torneio Apertura 2007 foi o último de Vidal com Colo-Colo. O Bayer Leverkusen o contratou por quatro temporadas a um custo de 5,6 milhões de euros, maior valor por um jogador chileno, marca que pertencia até então a Matías Fernández.
Vidal perdeu o primeiro jogo da temporada devido a uma lesão, mas logo fez sua estreia em 19 de agosto de 2007, na derrota fora de casa contra Hamburgo. Ele começou na metade da temporada de jogos e marcou seu primeiro gol pelo clube em apenas três partidas. Ele estava sempre presente para a temporada 2008-09 e desempenhou uma boa atuação na campanha do Bayer para a final da Copa da Alemanha. Em 8 de março, ele sofreu uma convulsão durante o jogo contra o VfL Bochum e ficou fora por um mês. Após seu retorno, ele marcou um gol na vitória por 4–1 sobre Mainz na semifinal, mas perdeu no jogo seguinte contra o Werder Bremen.
A temporada 2010-11 seria a última de Vidal com o Bayer. Ele ajudou o clube a terminar como vice-campeão da Bundesliga e liderou ranking de assistências com 11. Ele também marcou dois gols pela Liga Europa.

### Juventus
Em 22 de julho de 2011 transferiu-se para a Juventus por € 10,5 milhões em um contrato de cinco anos. Ele fez sua estreia contra o Parma, entrando como substituto no segundo tempo de Alessandro Del Piero, marcando seu primeiro gol seis minutos depois de sua entrada em campo. Conquistou o Campeonato Italiano de 2011-12, completando a série invicta. Ele marcou sete gols e três assistências durante o campeonato.
Em 19 de setembro de 2012, Vidal marcou seu primeiro gol na Liga dos Campeões da UEFA na fase de grupos empatando o jogo em 2 a 2 após sofrer o dois gols do Chelsea logo no começo do jogo. Fez o gol do título da Juventus contra o Palermo de pênalti na vitória por 1–0 em 5 de maio de 2013, conquistando o campeonato italiano pela 31ª vez.

### Bayern de Munique
Foi contratado pelo Bayern de Munique em 23 de julho de 2015 por quatro temporadas. Estreou quatro dias depois na decisão da Supercopa da Alemanha de 2015.

### Barcelona
Em 3 de agosto de 2018 Bayern e Barcelona anunciaram que acordaram na transferência de Vidal por três temporadas, restando pendente o exame médico do jogador.
No dia 28 de outubro de 2018, marcou seu primeiro gol com a equipe catalã na goleada por 5x1 diante do maior rival, Real Madrid.

### Internazionale
Em 22 de setembro de 2020, a Internazionale anunciou a contratação de Vidal, com um contrato assinado de dois anos. Fez sua estreia, pelo clube italiano, no dia 26 de setembro de 2020, em uma vitória por 4-3, contra a Fiorentina, pela Serie A 2020–21.
Na temporada 2021/22, Vidal participou de 41 jogos e em apenas três, o chileno ficou em campo pelo menos 90 minutos, marcou dois gols e deu quatro assistências.

### Flamengo

#### 2022
Em 6 de Julho de 2022, o chileno Arturo Vidal, de 35 anos, chegava ao Rio de Janeiro em um voo fretado para se apresentar ao Flamengo e assinou contrato até o fim de 2023. Porém, no mesmo dia, Vidal retornou para o Chile, de onde saiu no fim de semana para resolver uma disputa contratual com a Internazionale, na Itália. Estava previsto que fosse oficializado a entrada dele no clube em 16 de julho.
Na madrugada de 14 de julho — após a partida contra o Atlético Mineiro, pela Copa do Brasil, que classificou o Flamengo para as quartas de final da competição — o clube anunciou oficialmente a contratação do volante. O futebolista chileno, que assistiu a partida no Maracanã e vestirá a camisa 32, foi ao gramado antes da partida e foi saudado pelos torcedores. O contrato assinado entre o jogador e o Rubro-Negro era válido até o final da temporada de 2023.
Na noite de 30 de julho de 2022, fez sua primeira partida como titular no Flamengo e marcou seu primeiro gol com a camisa rubro-negra.
| “                                   | Impressionante. Disse quando cheguei que era um sonho entrar no Maracanã com a camisa do Flamengo, ainda mais fazer um gol, sentir o carinho, com o estádio todo gritando o meu nome. É um sonho o que estou vivendo. É seguir ajudando a equipe a ganhar coisas, devolvendo o carinho da torcida dentro de campo. Muito feliz por tudo. | ” |
| — Vidal, em entrevista após o jogo, | |   |

No dia 28 de agosto de 2022, Vidal marcou seu primeiro gol em um clássico carioca contra o Botafogo. A jogada contou com a estrela de Pedro, que escorou cruzamento de Matheuzinho e encontrou Vidal livre para marcar para o Rubro-Negro.
Vidal chegou com status de titular, contudo, acabou no banco devido o grande momento da dupla de volantes João Gomes e Thiago Maia. Terminou sua primeira época no Flamengo com 26 jogos e dois gols marcados.

#### 2023
Em 12 junho de 2023, anunciou que deixaria o Flamengo ao final de seu contrato, que se encerra em dezembro do mesmo ano.
Em 2023, ele fez 25 jogos - 12 deles como titular. Assim Vidal encerrou sua passagem pelo Flamengo com 51 partidas, com dois gols marcados e dois títulos conquistados (Copa do Brasil e Libertadores).

### Athletico Paranaense
No dia 14 de julho de 2023, foi anunciado pelo Athletico Paranaense até o fim de 2023. Em 16 de julho de 2023, Vidal estreou pelo Athletico na vitória por 2 a 0 contra o Bahia, na Ligga Arena, pela 15ª rodada do Campeonato Brasileiro.
Em outubro, Vidal comemorou em suas redes sociais, um ano do título do Flamengo na Libertadores, seu ex clube, o que fez muitos torcedores o criticarem, já que o seu clube atual havia perdido a decisão daquela Libertadores justamente para seu ex clube.
Em 30 de novembro, o atleta voltou a causar polêmica, revoltando ainda mais os torcedores do Athletico, após postar uma foto com as cores do Boca Juniors, clube que demonstrou interesse em contar com o atleta.
Em dezembro, seu contrato chegou ao fim e a diretoria do Athletico Paranaense decidiu não renovar com o atleta.
Ao todo em sua passagem, atuou em nove jogos e não marcou gols.

### Colo-Colo
Em 22 de janeiro de 2024, o Colo-Colo anunciou a contratação de Vidal.
Em 1 de fevereiro de 2024, Arturo Vidal foi apresentado com honras de rei. Ele chegou ao estádio do clube de helicóptero e apareceu usando coroa montado num cavalo.

## Seleção Chilena
Vidal representou o time sub-20 do Chile no Campeonato Sul-Americano de 2007 no Paraguai, onde foi o segundo artilheiro do campeonato, com seis gols. Durante o torneio, ele jogou no meio-campo e ajudou a equipe a se classificar para a Copa do Mundo sub-20 de 2007, em que o Chile terminou em terceiro lugar, com Vidal marcando dois gols no torneio.
Estreou pela Seleção Chilena principal em 7 de fevereiro de 2007 em partida amistosa contra a Venezuela. Desde então passou a ser presença constante nas convocatórias. Participou das Copas do Mundo de 2010 e 2014 e das edições da Copa América de 2011 e 2015. Nesta última sagrou-se campeão.

## Estatísticas

### Clubes
Abaixo estão listados todos os jogos, gols e assistências do futebolista por clubes.
| Clube                | Temporada         | Campeonato nacional | Campeonato nacional | Campeonato nacional | Copa nacional[a] | Copa nacional[a] | Copa nacional[a] | Competições continentais[b] | Competições continentais[b] | Competições continentais[b] | Outros torneios[c] | Outros torneios[c] | Outros torneios[c] | Total | Total | Total   |
| Clube                | Temporada         | Jogos               | Gols                | Assist.             | Jogos            | Gols             | Assist.          | Jogos                       | Gols                        | Assist.                     | Jogos              | Gols               | Assist.            | Jogos | Gols  | Assist. |
| -------------------- | ----------------- | ------------------- | ------------------- | ------------------- | ---------------- | ---------------- | ---------------- | --------------------------- | --------------------------- | --------------------------- | ------------------ | ------------------ | ------------------ | ----- | ----- | ------- |
| Colo–Colo            | 2005              | 2                   | 0                   | 0                   | —                | —                | —                | —                           | —                           | —                           | —                  | —                  | —                  | 2     | 0     | 0       |
| Colo–Colo            | 2006              | 19                  | 0                   | 0                   | —                | —                | —                | 12                          | 3                           | 0                           | —                  | —                  | —                  | 31    | 3     | 0       |
| Colo–Colo            | 2007              | 23                  | 2                   | 0                   | —                | —                | —                | 8                           | 0                           | 0                           | —                  | —                  | —                  | 23    | 2     | 0       |
| Colo–Colo            | Total             | 44                  | 2                   | 0                   | —                | —                | —                | 20                          | 3                           | 0                           | —                  | —                  | —                  | 56    | 5     | 0       |
| Bayer Leverkusen     | 2007–08           | 24                  | 1                   | 5                   | —                | —                | —                | 9                           | 0                           | 0                           | —                  | —                  | —                  | 33    | 1     | 5       |
| Bayer Leverkusen     | 2008–09           | 29                  | 3                   | 3                   | 6                | 3                | 2                | —                           | —                           | —                           | —                  | —                  | —                  | 35    | 6     | 5       |
| Bayer Leverkusen     | 2009–10           | 31                  | 1                   | 2                   | 1                | 0                | 0                | —                           | —                           | —                           | —                  | —                  | —                  | 32    | 1     | 2       |
| Bayer Leverkusen     | 2010–11           | 33                  | 10                  | 9                   | 2                | 1                | 1                | 9                           | 2                           | 0                           | —                  | —                  | —                  | 44    | 13    | 10      |
| Bayer Leverkusen     | Total             | 117                 | 15                  | 19                  | 9                | 4                | 3                | 18                          | 2                           | 0                           | —                  | —                  | —                  | 144   | 21    | 22      |
| Juventus             | 2011–12           | 33                  | 7                   | 4                   | 2                | 0                | 0                | —                           | —                           | —                           | —                  | —                  | —                  | 35    | 7     | 4       |
| Juventus             | 2012–13           | 31                  | 10                  | 9                   | 4                | 0                | 0                | 9                           | 3                           | 2                           | 1                  | 1                  | 1                  | 45    | 15    | 12      |
| Juventus             | 2013–14           | 32                  | 11                  | 5                   | 1                | 0                | 0                | 12                          | 7                           | 0                           | 1                  | 0                  | 0                  | 46    | 18    | 5       |
| Juventus             | 2014–15           | 28                  | 7                   | 4                   | 4                | 0                | 0                | 12                          | 1                           | 0                           | 1                  | 0                  | 0                  | 45    | 8     | 4       |
| Juventus             | Total             | 124                 | 35                  | 19                  | 11               | 0                | 0                | 33                          | 11                          | 2                           | 3                  | 1                  | 1                  | 171   | 48    | 25      |
| Bayer de Munique     | 2015–16           | 30                  | 4                   | 7                   | 6                | 1                | 2                | 11                          | 2                           | 3                           | 1                  | 0                  | 0                  | 48    | 7     | 12      |
| Bayer de Munique     | 2016–17           | 27                  | 4                   | 2                   | 5                | 1                | 1                | 8                           | 3                           | 0                           | 1                  | 1                  | 0                  | 41    | 9     | 3       |
| Bayer de Munique     | 2017–18           | 22                  | 6                   | 2                   | 4                | 0                | 0                | 8                           | 0                           | 0                           | 1                  | 0                  | 0                  | 35    | 6     | 2       |
| Bayer de Munique     | Total             | 79                  | 14                  | 11                  | 15               | 2                | 3                | 27                          | 5                           | 3                           | 3                  | 1                  | 0                  | 124   | 22    | 17      |
| Barcelona            | 2018–19           | 33                  | 3                   | 7                   | 8                | 0                | 0                | 11                          | 0                           | 0                           | 1                  | 0                  | 0                  | 53    | 3     | 7       |
| Barcelona            | 2019–20           | 33                  | 8                   | 3                   | 2                | 0                | 0                | 7                           | 0                           | 2                           | 1                  | 0                  | 0                  | 43    | 8     | 3       |
| Barcelona            | Total             | 66                  | 11                  | 10                  | 10               | 0                | 0                | 18                          | 0                           | 2                           | 2                  | 0                  | 0                  | 96    | 11    | 10      |
| Internazionale       | 2020–21           | 23                  | 1                   | 2                   | 3                | 1                | 0                | 4                           | 0                           | 0                           | —                  | —                  | —                  | 30    | 2     | 2       |
| Internazionale       | 2021–22           | 28                  | 1                   | 2                   | 4                | 0                | 0                | 7                           | 1                           | 2                           | 1                  | 0                  | 0                  | 41    | 2     | 4       |
| Internazionale       | Total             | 51                  | 2                   | 4                   | 7                | 1                | 0                | 11                          | 1                           | 2                           | 1                  | 0                  | 0                  | 71    | 4     | 6       |
| Flamengo             | 2022              | 15                  | 2                   | 1                   | 6                | 0                | 0                | 5                           | 0                           | 0                           | —                  | —                  | —                  | 26    | 2     | 1       |
| Flamengo             | 2023              | 6                   | 0                   | 0                   | 2                | 0                | 2                | 5                           | 0                           | 0                           | 12                 | 0                  | 0                  | 25    | 0     | 2       |
| Flamengo             | Total             | 21                  | 2                   | 1                   | 8                | 0                | 2                | 10                          | 0                           | 0                           | 12                 | 0                  | 0                  | 51    | 2     | 3       |
| Athletico Paranaense | 2023              | 1                   | 0                   | 0                   | —                | —                | —                | 0                           | 0                           | 0                           | —                  | —                  | —                  | 1     | 0     | 0       |
| Athletico Paranaense | Total             | 1                   | 0                   | 0                   | —                | —                | —                | 0                           | 0                           | 0                           | —                  | —                  | —                  | 1     | 0     | 0       |
| Total na carreira    | Total na carreira | 503                 | 81                  | 64                  | 60               | 8                | 8                | 137                         | 22                          | 9                           | 21                 | 2                  | 1                  | 721   | 112   | 81      |

- a. ^ Jogos da Copa da Alemanha, Copa da Itália, Copa del Rey e Copa do Brasil
- b. ^ Jogos da Copa Sul-Americana, Copa Libertadores, Liga Europa e Liga dos Campeões da UEFA
- c. ^ Jogos da Copa do Mundo de Clubes da FIFA, Recopa Sul-Americana, Supercopa da Itália, Supercopa da Alemanha, Supercopa da Espanha, Supercopa do Brasil e Campeonato Carioca

### Seleção Chilena
Abaixo estão listados todos jogos, gols e assistências do futebolista pela Seleção Chilena, desde as categorias de base.
Seleção Principal
| Ano               | Copa do Mundo | Copa do Mundo | Copa do Mundo | Copa América | Copa América | Copa América | Copa das Confederações | Copa das Confederações | Copa das Confederações | Qualificação Mundial | Qualificação Mundial | Qualificação Mundial | Amistosos | Amistosos | Amistosos | Total | Total | Total   |
| Ano               | Jogos         | Gols          | Assist.       | Jogos        | Gols         | Assist.      | Jogos                  | Gols                   | Assist.                | Jogos                | Gols                 | Assist.              | Jogos     | Gols      | Assist.   | Jogos | Gols  | Assist. |
| ----------------- | ------------- | ------------- | ------------- | ------------ | ------------ | ------------ | ---------------------- | ---------------------- | ---------------------- | -------------------- | -------------------- | -------------------- | --------- | --------- | --------- | ----- | ----- | ------- |
| 2007              | —             | —             | —             | —            | —            | —            | —                      | —                      | —                      | 3                    | 0                    | 1                    | 5         | 0         | 1         | 8     | 0     | 2       |
| 2008              | —             | —             | —             | —            | —            | —            | —                      | —                      | —                      | 4                    | 0                    | 1                    | 2         | 0         | 0         | 6     | 0     | 1       |
| 2009              | —             | —             | —             | —            | —            | —            | —                      | —                      | —                      | 4                    | 1                    | 0                    | 3         | 0         | 1         | 7     | 1     | 1       |
| 2010              | 4             | 0             | 0             | —            | —            | —            | —                      | —                      | —                      | —                    | —                    | —                    | 3         | 1         | 0         | 7     | 1     | 0       |
| 2011              | —             | —             | —             | 3            | 1            | 0            | —                      | —                      | —                      | 2                    | 0                    | 1                    | 6         | 0         | 0         | 11    | 1     | 1       |
| 2012              | —             | —             | —             | —            | —            | —            | —                      | —                      | —                      | 4                    | 1                    | 0                    | 1         | 0         | 0         | 5     | 1     | 0       |
| 2013              | —             | —             | —             | —            | —            | —            | —                      | —                      | —                      | 5                    | 4                    | 0                    | 3         | 0         | 0         | 8     | 4     | 0       |
| 2014              | 3             | 0             | 0             | —            | —            | —            | —                      | —                      | —                      | —                    | —                    | —                    | 7         | 1         | 0         | 10    | 1     | 0       |
| 2015              | —             | —             | —             | 6            | 3            | 1            | —                      | —                      | —                      | 4                    | 1                    | 0                    | 1         | 0         | 0         | 11    | 4     | 1       |
| 2016              | —             | —             | —             | 5            | 2            | 2            | —                      | —                      | —                      | 7                    | 3                    | 0                    | 1         | 0         | 0         | 13    | 5     | 2       |
| 2017              | —             | —             | —             | —            | —            | —            | 5                      | 1                      | 1                      | 3                    | 0                    | 0                    | 3         | 2         | 0         | 11    | 3     | 1       |
| 2018              | —             | —             | —             | —            | —            | —            | —                      | —                      | —                      | —                    | —                    | —                    | 7         | 3         | 0         | 7     | 3     | 0       |
| 2019              | —             | —             | —             | 5            | 1            | 0            | —                      | —                      | —                      | —                    | —                    | —                    | 5         | 1         | 0         | 10    | 2     | 0       |
| 2020              | —             | —             | —             | —            | —            | —            | —                      | —                      | —                      | 4                    | 4                    | 0                    | —         | —         | —         | 4     | 4     | 0       |
| 2021              | —             | —             | —             | 5            | 0            | 0            | —                      | —                      | —                      | 7                    | 0                    | 0                    | —         | —         | —         | 12    | 0     | 0       |
| 2022              | —             | —             | —             | —            | —            | —            | —                      | —                      | —                      | 2                    | 0                    | 0                    | 2         | 1         | 0         | 4     | 1     | 0       |
| Total na carreira | 7             | 0             | 0             | 24           | 7            | 3            | 5                      | 1                      | 1                      | 50                   | 16                   | 3                    | 49        | 9         | 2         | 135   | 33    | 9       |

Seleção Sub–20
| Ano               | Campeonato Mundial | Campeonato Mundial | Campeonato Mundial | Campeonato Sul–Americano | Campeonato Sul–Americano | Campeonato Sul–Americano | Total | Total | Total   |
| Ano               | Jogos              | Gols               | Assist.            | Jogos                    | Gols                     | Assist.                  | Jogos | Gols  | Assist. |
| ----------------- | ------------------ | ------------------ | ------------------ | ------------------------ | ------------------------ | ------------------------ | ----- | ----- | ------- |
| 2013              | 6                  | 2                  | 0                  | 8                        | 6                        | 0                        | 11    | 8     | 0       |
| Total na carreira | 6                  | 2                  | 0                  | 8                        | 6                        | 0                        | 11    | 8     | 0       |

## Títulos
Colo-Colo[carece de fontes?]
- Campeonato Chileno: 2006 (Apertura), 2006 (Clausura), 2007 (Apertura), 2024
- Supercopa de Chile: 2024

Juventus[carece de fontes?]
- Campeonato Italiano: 2011–12, 2012–13, 2013–14 e 2014–15
- Supercopa da Itália: 2012 e 2013
- Copa da Itália: 2014–15

Bayern de Munique[carece de fontes?]
- Campeonato Alemão: 2015–16, 2016–17 e 2017–18
- Copa da Alemanha: 2015–16
- Supercopa da Alemanha: 2016 e 2017

Barcelona[carece de fontes?]
- Supercopa da Espanha: 2018
- Campeonato Espanhol: 2018–19

Internazionale[carece de fontes?]
- Campeonato Italiano: 2020–21
- Supercopa da Itália: 2021
- Copa da Itália: 2021–22

Flamengo[carece de fontes?]
- Copa do Brasil: 2022
- Copa Libertadores da América: 2022

Seleção Chilena[carece de fontes?]
- Copa América: 2015 e 2016

### Prêmios individuais
- Seleção da Copa do Mundo FIFA Sub-20: 2007[38]
- Seleção do Campeonato Alemão: 2010–11, 2015–16[39][40]
- Seleção do Campeonato Italiano: 2012–13, 2013–14[41][42]
- Melhor Jogador da Juventus na Temporada: 2012–13[43]
- Melhor Jogador do Futebol Italiano (Calciomio): 2013[44]
- Seleção do Ano da European Sports Media: 2013–14[45]
- Seleção da Copa América: 2015, 2016, 2019[46][47][48]
- Melhor Jogador da Final da Copa América: 2015[49]
- Jogador Chileno do Ano: 2016[50]
- Melhor Volante da Europa na Temporada (Observatório do Futebol): 2015–16[51][52]
- Seleção da Copa das Confederações: 2017[53]
- Seleção de Todos os Tempos do Bayer Leverkusen: 2017[54]
- Seleção da década de 2010 do Campeonato Italiano: 2019[55]
- Seleção de Todos os Tempos da Copa América: 2019[56][57]
- Seleção de Latinos da Década de 2010 do Campeonato Alemão: 2020[58]
- Seleção de Todos os Tempos do Chile: 2021[59]

### Honrarias
- Medalha do Bicentenário[60]
- Filho ilustre de San Joaquín[61]

### Recordes
- Jogador Chileno com mais títulos na história: 27 títulos oficiais[62]